# Cirò Marina
Cirò Marina – miejscowość i gmina we Włoszech, w regionie Kalabria, w prowincji Crotone.
Według danych na rok 2004 gminę zamieszkiwało 14 011 osób, 341,7 os./km².